# Tommy (soldat)
Pour les articles homonymes, voir Tommy.

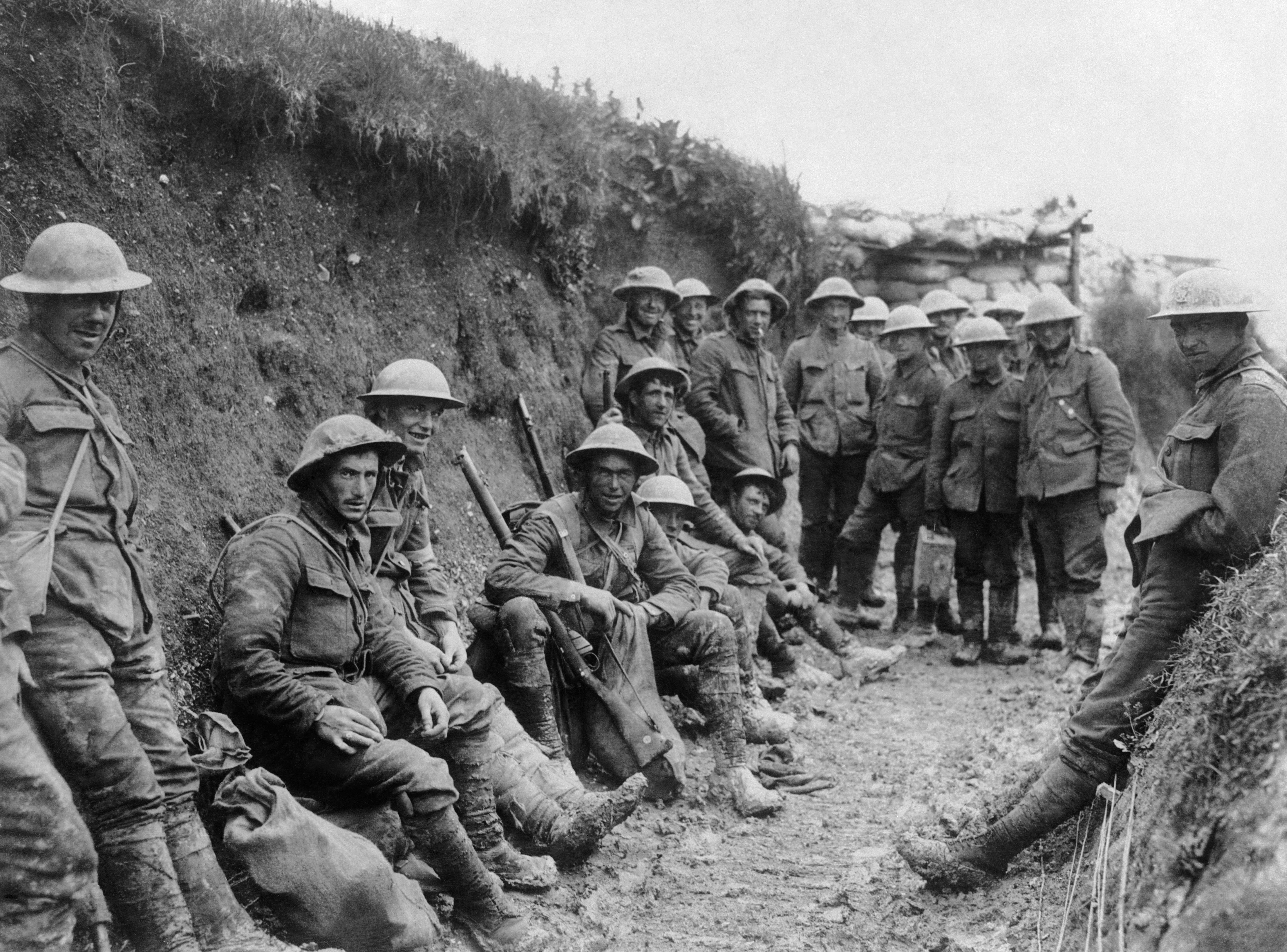
Un groupe de Tommies dans une tranchée de la Somme pendant la Première Guerre Mondiale (1916)

Tommy Atkins (ou plus simplement Tommy, au pluriel tommies) est le terme générique désignant un soldat de l'armée britannique, principalement au cours des deux guerres mondiales.

## Origine de la dénomination
Déjà connu au XIXe siècle, il est particulièrement associé aux troupes ayant combattu dans les tranchées de la Première Guerre mondiale. Le terme était également utilisé par les troupes allemandes, françaises ou du Commonwealth pour s'adresser à leurs homologues anglais.

## Postérité de la dénomination
Ce surnom a aussi été utilisé pendant la Seconde Guerre mondiale.
Quelque peu tombé en désuétude, le surnom de « Tom » est parfois encore utilisé pour désigner les troupes aéroportées.